# Salwa Abu Libdeh
Salwa Abu Libdeh (em árabe: سلوى أبو لبدة ; * 1966 em Jerusalém) é uma jornalista de televisão da Palestina, residente no campo de refugiados Shu'fat na área metropolitana de Jerusalém (cidade na Ásia Ocidental, reivindicada por Israel e pela Autoridade Palestina como sua capital).

## Educação
Ela estudou literatura árabe e trabalhou como jornalista antes de se tornar uma âncora de notícias na Palestinian Broadcasting Corporation. Ela trabalhou em um projeto palestino-israelense-alemão exibindo um documentário sobre a vida de ambos os lados do conflito palestino-israelense.

## Reconhecimento
Em 2013, Salwa Abu Libdeh foi indicada pela BBC como uma das 100 mulheres mais inspiradoras do mundo.